# Oxycopis howdeni
Oxycopis howdeni är en skalbaggsart som beskrevs av Ross H. Arnett, Jr. 1965. Oxycopis howdeni ingår i släktet Oxycopis och familjen blombaggar. Inga underarter finns listade i Catalogue of Life.